# Mas Martí (Massanes)
Mas Martí era una masia de Massanes (Selva) actualment enderrocada.

## Descripció
Masia aïllada, en estat ruïnós, situada als afores del nucli urbà de Massanes, en el Barri Marquès. L'edifici, de planta rectangular, consta de planta baixa, pis i golfes, i estava cobert per una teulada desigual a tres nivells i vessants (la teulada s'ha ensorrat).
Totes les obertures són en arc pla, excepte dos petits ulls de bou que flanquegen l'obertura central de les golfes. Davant la façana, hi ha un porxo amb terrat, al que s'hi accedia des del pis.

## Història
Malgrat l'origen medieval, l'edifici patí nombroses modificacions que alteraren la seva estructura així que el conjunt es pot datar entre els segles xviii i xix. La casa fou residència del general Elogio durant la Guerra del Francès el 1809.